# Бисе (Комо)
Бисе је насеље у Италији у округу Комо, региону Ломбардија.
Према процени из 2011. у насељу је живело 210 становника. Насеље се налази на надморској висини од 344 м.